# Sreschka
Sreschka oder Sireschka (auch Sreshka oder Sireschkan, arabisch سريجكا Sireshka, DMG Srejka, kurmandschi Sreşka oder Sreçka) ist ein jesidisches Dorf im Norden des Iraks.
Das Dorf liegt ca. 13 km südlich von der assyrischen Stadt Alqosch und ca. 6 km nördlich von der assyrischen Stadt Telskuf im Distrikt Tel Kaif im Gouvernement Ninawa. Der Ort befindet sich in der Ninive-Ebene und gehört zu den umstrittenen Gebieten des Nordiraks.

## Bevölkerung
Zu der Bevölkerung Sreschkas zählen ausschließlich die Jesiden.